# Музафар Шукор
Шейх Музафар Шукор (на малайски: Sheikh Muszaphar Shukor Al Masrie bin Sheikh Mustapha) е първият и единствен космонавт на Малайзия, 464-ти в света. На малайски език космонавт се казва ангкасаван (angkasawan).

## Биография
Роден е на 27 юли 1972 г. в Куала Лумпур, Малайзия. След завършване на средното си образование получава бакалавърска степен по медицина и хирургия в Медицинския колеж „Кастурба“, Манипал, Индия и магистърска степен по хирургия и ортопедична хирургия в Университета „Кебангсаан“, Банги, щат Селангор.
Шейх Музафар е ортопедичен хирург и университетски преподавател по медицина в Университета „Кебангсаан“. През 1998 г. е работил в болницата „Серембан“, после в болницата в Куала Лумпур през 1999 г., а в болницата „Селаянг“ е от 2000 до 2001 г. Той е и модел на непълно работно време.

## Космически полет
В началото на 2006 г. Шейх Музафар е избран заедно с 3 други кандидати от 11 хил. претенденти. След преминаване на тестове в Звездното градче край Москва е избран за член на основния екипаж за космическия полет. За негов дубльор е определен Фаиз Халид.
Шейх Музафар започва космическия си полет на кораба „Союз ТМА-11“ на 10 октомври 2007 г. заедно с Юрий Маленченко и Пеги Уитсън. Прекарва в космоса почти 11 денонощия, от които 9 - на МКС. На станцията Шейх Музафар изпълнява експерименти за ЕКА и за националната програма на Малайзия. В частност изследва ефектите на микрогравитацията на координацията на движението на очите и главата, вестибуларната адаптация, измененията в раковите клетки и кристализацията на белтъците в космоса.
На 21 октомври 2007 г. спускаемият апарат с Шейх Музафар и екипажа на 15-а експедиция на МКС Олег Котов и Фьодор Юрчихин се приземява северно от град Аркалик, Казахстан. Кацането не преминава гладко, тъй като след разтварянето на парашута корабът преминава на траектория за балистическо спускане.
Полетът на малайзийския космонавт е по междудържавна договореност между Русия и Малайзия. По нея Малайзия купува руско оръжие на сума 975 милиона ам. долара. В допълнение към доставката на оръжие Русия е обещала да изпрати в космоса първия малайзийски космонавт.